# ProGenesis
ProGenesis ist ein Zusammenschluss von Christen aus verschiedenen Kirchen, Freikirchen und Berufen. Der Verein wurde am 27. Oktober 2001 in der Schweiz gegründet. Sein Ziel ist die Verbreitung des biblischen Kreationismus als Alternative zur Evolutionstheorie.

## Allgemeines
Ende 2005 hatte er rund 480 Mitglieder. Der Sitz des Vereins ist Aeugst am Albis. ProGenesis Deutschland wurde im Januar 2003 gegründet und hat seinen Sitz in Bergneustadt. Der Verein steht dem christlichen Fundamentalismus nahe.
Der Verein ist in der Schweiz einer der wichtigsten deutschsprachigen Vertreter des Kreationismus und des Intelligent Design. Eine ähnliche Organisation ist der deutsche Verein Studiengemeinschaft Wort und Wissen.
Ehrenamtlicher Vorsitzender ist der Betriebsberater Gian Luca Carigiet. Die Mitarbeiter arbeiten vorwiegend ehrenamtlich. Der Verein finanziert sich hauptsächlich aus Spenden.

## Ansichten
Der Verein vertritt den Standpunkt, dass „die Evolutionslehre nach wie vor eine unbewiesene Theorie“ sei, die „Heilige Schrift“ entgegen den „Behauptungen moderner liberaler Theologen und evolutionsgläubigen Wissenschaftlern“ auch historisch relevant sei und Gott „weder ein mythologisches Märchen“ noch eine „mystische Erfahrung und auch kein der Natur innewohnendes Urprinzip“ sei, sondern eine „erfahrbare Realität“.

## Ziele
Der Verein verfolgt folgende Ziele:
- Publikation: In Zeitschriften, Büchern, DVDs und im Internet sollen biblisch fundierte Alternativen zur Wissenschaft dargestellt werden. Das Magazin factum wird unterstützt.
- Öffentlichkeitsarbeit: Der Fokus der Öffentlichkeitsarbeit liegt auf der Verbreitung der erarbeiteten Publikationen in Form von Vorträgen und Diskussionsveranstaltungen.
- Ein Schwerpunkt der Publikationstätigkeit liegt auf der kritischen Auseinandersetzung mit der Evolutionstheorie, der als Alternative eine kreationistische Interpretation entgegengestellt wird.
- Ein großes Projekt ist Genesis-Land, ein großer Erlebnispark.[4] Im Zentrum dieses Parkes soll sich dann eine Arche befinden, deren Ausmaße den Angaben in der Bibel entsprechen. Das Projekt befindet sich im Planungsstadium. Da die Hauptzielgruppe des Parkes amerikanische Touristen sind, ergab eine Machbarkeitsstudie, dass der ideale Standort in Heidelberg oder der angrenzenden Metropolregion Rhein-Neckar wäre. Nachdem erste Anfragen zur Standortsuche sowohl von der Stadtverwaltung als auch vom Verband der Metropolregion abschlägig beschieden wurden[5] und sich auch die evangelische Kirche der Stadt ablehnend geäußert hat[6], will der Verein weiterhin im Rhein-Neckar-Raum auf Standortsuche gehen, dabei auf den unmittelbaren Großraum Heidelberg verzichten.[7]

## Wahrnehmung
Der Verein wurde durch seine Thesen in der Presse verschiedentlich beurteilt. Dabei sind kritische Artikel erschienen u. a. in der Aargauer Zeitung und im St. Galler Tagblatt als auch in Publikationen der Landeskirchen, u. a. KIPA.